# رنه هاوس
رنه هاوس (انگلیسی: René Hauss; ۲۵ دسامبر ۱۹۲۷ – ۶ دسامبر ۲۰۱۰) بازیکن فوتبال اهل فرانسه بود.
از باشگاه‌هایی که در آن بازی کرده‌است می‌توان به باشگاه فوتبال استراسبورگ اشاره کرد.